# Liste de jeux vidéo Retour vers le futur
La liste de jeux vidéo Retour vers le futur recense tous les jeux vidéo basés sur la franchise Retour vers le futur.

## Liste
- 1985 : Back to the Future (Amstrad CPC, Commodore 64, ZX Spectrum)
- 1985 : Back to the Future (MSX)
- 1989 : Back to the Future (NES)
- 1990 : Back to the Future II (Amiga, Amstrad CPC, Atari ST, Commodore 64, DOS, ZX Spectrum, Master System)
- 1990 : Back to the Future Part II & III (NES)
- 1991 : Back to the Future Part III (Amiga, Amstrad CPC, Atari ST, Commodore 64, DOS, ZX Spectrum, Mega Drive, Master System)
- 1993 : Super Back to the Future II (Super Famicom) - sorti uniquement au Japon
- 2010 : Retour vers le futur, le jeu (Windows, Mac OS, PlayStation 3, iPad, Wii)

## Autres
- 1990 : Back to the Future: The Pinball - flipper de Data East
- 2002 : Universal Studios Theme Park Adventure (GameCube) - intègre un mini-jeu basé sur la franchise
- 2010 : Back to the Future: Blitz Through Time - application Facebook pour la promotion de Back to the Future: The Game
- 2015 : DLC : Back to the Future - Rocket League
- 2016 : DLC : Delorean - Car mechanic simulator 2015
- 2017 : DLC : Back to the Future Time Machine Construction Kit - Planet Coaster